# لادا (غواصة)
غواصة فئة لادا هي غواصة روسية غير نووية من الجيل الرابع.
بدأ تصنيع الغواصة الأولى من هذا المشروع التي أطلق عليه «لادا» في ديسمبر/كانون الأول عام 1997 في شركة «ادميرالتيسكي فيرفي» في بطرسبورغ وهي عبارة عن غواصة غير نووية للجيل الرابع تزود بمحركات الديزل الكهربائية والأسلحة والأجهزة الحديثة.
انتهى صنع الغواصة في سبتمبر/ايلول عام 2004 وانتهت تجاربها التي استمرت فترة تزيد عن 5 أعوام في مايو/آيار عام 2010.
تخصص الغواصة لخوض العمليات المستقلة في طرق المواصلات البحرية ضد السفن والغواصات المعادية، وذلك داخل منطقة بحرية محدودة والقيام بالدفاع عن الغواصات في المناطق المتاخمة للساحل البحري والمضايق البحرية. كما أنها تنفذ مهمة زرع الألغام البحرية وغيرها من المهام القتالية. والغواصة من هذا النوع عبارة عن صياد بحري قادر على تدمير اية أهداف.
من مميزات الغواصة صعوبة اكتشافها من قبل العدو البحري وهو الأمر الذي تم التوصل إليه على حساب التخفيض من انتشار الحقول الفيزيائية واستخدام التيار المتناوب بدلا من التيار المستمر في مولدات الديزل. ويسمونها أيضا ثقبا اسود لقلة الضجيج الذي تحدثه.
تم تزويد الغواصة بالأسلحة الحديثة نوعيا، وبينها 6 أجهزة طوربيدية اوتوماتيكية التعمير عيار 533 مم تنصب في مقدمة الغواصة وتستخدم طوربيدات سريعة مضادة للغواصات من طراز «شكفال» والصواريخ المجنحة المضادة للسفن من طراز «بيريوزا» والالغام.
بالإضافة إلى غواصة «سانت بطرسبورغ ا» يتم حاليا صنع غواصتين اخريين من هذا النوع وهما «بيتروزافودسك» و«كرونشتات».
كما تم تصميم نموذج تصديري من غواصة مشروع 677 أطلق عليه آمور وقد يكون «آمور- 950» أو «آمور – 1650». مما يفرق هذا النموذج عن غواصة «لادا» المخصصة للسلاح البحري الروسي انه قد يزود بمجمع صاروخي من طراز "Club – C ". ويتم إطلاق صواريخ المجمع برشقات خلال دقيقتين مما يقلل إمكانية الحماية منها ويزيد من فاعلية تدمير الأهداف.

Schematic drawing of the Lada class.

## وصلات خارجية
- http://www.ckb-rubin.ru
- Project-677 class submarine set for final sea trials
- Завершаются ходовые испытания подводной лодки "Санкт-Петербург" 24 января 2007 Russian version of the above translation
- Video about Sankt Petersburg